# Municipio de Princeton (Minnesota)
El municipio de Princeton (en inglés: Princeton Township) es un municipio ubicado en el condado de Mille Lacs en el estado estadounidense de Minnesota. En el año 2010 tenía una población de 2256 habitantes y una densidad poblacional de 26,83 personas por km².

## Geografía
El municipio de Princeton se encuentra ubicado en las coordenadas 45°36′56″N 93°34′9″O / 45.61556, -93.56917. Según la Oficina del Censo de los Estados Unidos, el municipio tiene una superficie total de 84.1 km², de la cual 82,23 km² corresponden a tierra firme y (2,23 %) 1,87 km² es agua.

## Demografía
Según el censo de 2010, había 2256 personas residiendo en el municipio de Princeton. La densidad de población era de 26,83 hab./km². De los 2256 habitantes, el municipio de Princeton estaba compuesto por el 96,99 % blancos, el 0,22 % eran afroamericanos, el 0,35 % eran amerindios, el 0,71 % eran asiáticos, el 0,22 % eran de otras razas y el 1,51 % eran de una mezcla de razas. Del total de la población el 1,46 % eran hispanos o latinos de cualquier raza.